# Patryk Rachwał
Patryk Rachwał (* 27. Januar 1981 in Zabrze, Polen) ist ein polnischer ehemaliger Fußballspieler.

## Vereinskarriere
Patryk Rachwał spielte in seiner Jugend bei Górnik Zabrze. Bereits 1998 im Alter von nur 17 Jahren debütierte er für Górnik Zabrze in der polnischen Ekstraklasa. Von 1999 bis 2001 spielte er in Deutschland für die zweite Mannschaft von Energie Cottbus und in der Regionalliga für den FC Sachsen Leipzig. Nach seiner Rückkehr nach Polen konnte Patryk Rachwał in der Ekstraklasa endgültig Fuß fassen und absolvierte mittlerweile 248 Spiele für Widzew Łódź, Wisła Płock, GKS Bełchatów, Polonia Warschau und Zagłębie Lubin in der höchsten polnischen Spielklasse und schoss dabei sieben Tore. Im Dezember 2012 wurde sein Vertrag bei Zagłębie Lubin vorzeitig aufgelöst, nachdem er in der Hinrunde 2012/13 nicht zum Einsatz gekommen war. Anfang Februar 2013 unterschrieb er dann einen Vertrag bis zum Saisonende 2012/13 beim Ligakonkurrenten und seinem ehemaligen Klub GKS Bełchatów mit der Option auf ein weiteres Jahr. Dieser Vertrag besteht in der Saison 2018/19 beim mittlerweile Drittligisten weiterhin. Schließlich war er bis zum Karriereende 2019 beim Verein.

## Nationalmannschaft
In der polnischen Nationalmannschaft debütierte er am 11. Dezember 2003 beim 4:0-Sieg gegen Malta. Insgesamt hat er vier Länderspiele absolviert.